# Serie del Caribe
La Serie del Caribe ("Serie dei Caraibi") è una competizione sportiva di baseball ispirata alla "Serie Interamericana" e affiliata alla Major League Baseball, che si svolge ogni anno nei paesi caraibici. La prima edizione fu disputata nel 1949 e ci furono quattro nazioni partecipanti: Cuba, Porto Rico, Panama e Venezuela.

## Medagliere per nazione
1. Rep. Dominicana: 23 vittorie
2. Porto Rico: 16
3. Messico: 9
4. Cuba: 8
5. Venezuela: 8
6. Panama: 2
7. Colombia: 1

(1949 - 2025)